# Edgard Hérouard
Pour les articles homonymes, voir Hérouard.
 (mars 2024).
Edgard Joseph Émile Hérouard est un biologiste marin français, né le 18 mars 1858 à Saint-Quentin et mort le 17 mars 1932 à Paris.

## Biographie

### Famille, jeunesse et formation
Son père est commerçant. Après des études à Saint-Quentin où il obtient son baccalauréat, il vient étudier à la faculté des sciences de Paris. Il y obtient sa licence des sciences (1885) et son doctorat (1890), sa thèse est intitulée Recherches sur les holothuries des côtes de France. Il étudie notamment auprès de Henri de Lacaze-Duthiers (1821-1901), Georges Pruvot (1852-1924), Joannès Charles Melchior Chatin (1847-1912) et Yves Delage (1854-1920).

### Carrière professionnelle
Il commence sa carrière à la faculté des sciences où il est préparateur (1889), chef de travaux (1895) et maître de conférences (1899). En 1902, il devient sous-directeur de la Station biologique de Roscoff (1902). Il est maître de conférences à la faculté des sciences (1910), professeur adjoint (1910), chargé de cours (1919), professeur sans chaire (1921). Il part à la retraite en 1928. Il remplace brièvement Yves Delage en 1913.
Hérouard participe à une expédition à bord du yacht Princesse Alice (1896). Il dirige la Société zoologique de France en 1904. Il reçoit, l’année précédente la Légion d’honneur.
Hérouard meurt le 22 mars 1932 et est inhumé au columbarium du Père-Lachaise (case 5472).

## Vie privée
Il se marie avec Clémentine Chauvet, fille de pasteur.

## Liste partielle des publications
- 1896-1901 : avec Yves Delage, Traité de zoologie concrète, huit volumes, Schleicher frères (Paris).

## Source
- Christophe Charle et Eva Telkes (1989). Les Professeurs de la Faculté des sciences de Paris. Dictionnaire biographique (1901-1939), Institut national de recherche pédagogique (Paris) et CNRS Éditions, collection Histoire biographique de l’Enseignement : 270 p.  (ISBN 2-222-04336-0)